# 自己隠蔽
自己隠蔽（じこいんぺい、Self-concealment）とは、「自身が苦痛または否定的に感じる個人情報を他人から積極的に隠そうとする傾向」と定義される心理的概念である。反対は自己開示である。
隠された個人情報（考え、感情、行動、イベント）は、個人的で否定的な価値を持ち、3つの特徴を持つ。それは、プライベートな情報の一部であり、意識的にアクセスでき、そして他者から積極的に隠されている。 自己隠蔽は、心理的健康の悪化に大きく寄与する。

## 心理的影響
自己隠蔽は、不安、うつ病、身体症状の予測に大きく貢献する。研究では、自己隠蔽が主観的な幸福感や対処能力に与える影響が調べられ、高い自己隠蔽は心理的苦痛や自己申告による身体症状、不安や抑うつ、  内気さ、否定的な自尊心、 孤独感、 反芻、特性社会不安、社交不安、自己沈黙、感情表現に対するアンビバレンス(両面価値感情)、不適応な気分調節、急性および慢性の痛みと関連していることが判明している。
劣等感が強い人は、自己隠蔽傾向が高く、その結果孤独感が増し、幸福感が低下する。

## 研究

### 自己隠蔽スケール
10項目の自己隠蔽スケール（SCS） は、否定的または苦痛と認識される個人情報を隠す傾向の程度を測定する。SCSは、優れた心理測定特性（内部一貫性と再テスト信頼性）と一次元性を持つことが証明されている。代表的な項目としては、「誰にも話していない重要な秘密がある」、「隠していることがたくさんある」、「秘密のいくつかは本当に私を苦しめた」、「自分に何か悪いことが起こると、自分の中にしまっておく傾向がある」、「自分の秘密は恥ずかしくて他者に話せない」などがある。